# Alysson Muotri
 (octobre 2023).
Alysson Renato Muotri est un chercheur de l'Université de Californie (UCSD), aux États-Unis, où il travaille depuis 2008. Il est également le directeur du programme de cellules souches de l'UCSD. Ses recherches portent sur des thèmes de pointe en génétique et en neurosciences, tels que le développement du système nerveux humain à l'aide d'organoïdes cérébraux développés à partir de cellules souches,. Il est actuellement le biologiste brésilien ayant le plus grand nombre de publications scientifiques à fort impact.

## Biographie
Muotri est titulaire d'une licence en sciences biologiques de l'Université d'État de Campinas (Unicamp) et d'un doctorat en biologie génétique de l'Université de São Paulo (USP). Il possède une expertise en génétique, avec un accent sur la génétique humaine et médicale, travaillant principalement sur les sujets suivants : réparation de l'ADN, vecteurs viraux, cancer, autisme, thérapie génique et modulation génique. Il a été l'un des premiers chercheurs à cultiver des cellules souches embryonnaires,,,.
Dès le début de sa carrière académique, Muotri s'est intéressé à l'étude des neurosciences. La lecture d'articles scientifiques l'a conduit à découvrir les recherches menées à l'Institut Salk, en particulier le travail du Dr Fred Gage, qui associe les cellules souches au développement de nouveaux réseaux neuronaux.
Pendant ses études post-doctorales à l'Institut de recherche Salk, également à San Diego, en Californie, Muotri a été un pionnier en montrant, en 2005, que les neurones humains dérivés de cellules souches embryonnaires étaient capables de se différencier et de s'intégrer fonctionnellement dans les cerveaux d'animaux chimériques (constitués de cellules de deux espèces différentes),. En 2005 également, dans le cadre de recherches neurogénétiques sophistiquées, il a révélé l'activité des "gènes sauteurs" (éléments rétrotransposables L1) dans les génomes neuronaux, démontrant que le cerveau est constitué d'une mosaïque de génomes neuronaux,. Cette recherche a remis en cause le dogme de la biologie de l'époque, qui suggérait que toutes les cellules du corps partageaient le même génome,.
En utilisant la reprogrammation cellulaire (développée par le lauréat du prix Nobel Shinya Yamanaka), il a réussi en 2010 à inverser les altérations morphologiques et fonctionnelles chez les neurones dérivés d'individus atteints d'autisme en laboratoire, ouvrant des perspectives pour le développement de médicaments plus efficaces contre le trouble du spectre de l'autisme,,,,.
En 2016, il a créé un modèle cellulaire pour étudier le syndrome de Williams, ouvrant la possibilité d'investiguer les bases cellulaires et moléculaires du cerveau social humain,,,. Toujours en 2016, Muotri a dirigé, en collaboration avec des chercheurs internationaux, une étude montrant la relation causale entre le virus Zika circulant au Brésil et les cas de microcéphalie et de malformations congénitales,,.
En 2018, il a développé des "mini-cerveaux néandertaliens", ouvrant la voie à une nouvelle discipline scientifique, la "neuroarchéologie",.
En février 2014, il a publié le livre "Simples assim: células tronco", co-écrit avec le docteur Adelson Alves, publié par Atheneu, avec une couverture illustrée par le dessinateur Ziraldo,,,.
En avril 2016, Muotri, avec d'autres scientifiques, a fondé Tismoo, la première start-up de médecine personnalisée au monde axée sur l'autisme et les syndromes connexes,,,, avec des bureaux à São Paulo et deux bureaux aux États-Unis, à San Diego et à Miami.
En mai 2016, Tismoo a été la première start-up à publier un article dans la revue Nature,,, ayant ainsi sa recherche reconnue dans l'une des revues scientifiques les plus respectées au monde,,. L'article porte sur le virus Zika et sa relation avec le taux élevé de microcéphalie au Brésil. Grâce à sa technologie de mini-cerveaux, la start-up brésilienne a contribué à démontrer la relation entre la version brésilienne du virus et comment il agit pour causer des malformations du cortex et conduire à cette condition neurologique,,,.
En décembre 2016, il a publié le livre "Espiral - Conversas Científicas do Século XXI", une collection de plus de 200 articles publiés au cours de dix ans en tant que chroniqueur pour G1,.
En décembre 2017, le chercheur brésilien a découvert dans une expérience avec des mini-cerveaux qu'un médicament utilisé depuis 60 ans contre le paludisme, la chloroquine, fonctionne comme un vaccin contre le Zika,,,,.
Ensuite, également en utilisant des mini-cerveaux, dans une étude publiée en janvier 2018 dans la revue Scientific Reports du prestigieux groupe Nature, l'équipe de Muotri a affirmé que le médicament Sofosbuvir, utilisé pour traiter l'hépatite C, peut guérir l'infection par le Zika, ainsi que prévenir la transmission du virus de la mère au bébé pendant la grossesse.
Le 25 juillet 2019, Muotri a envoyé vers la Station spatiale internationale (ISS), dans une capsule SpaceX, une boîte autonome contenant des dizaines de mini-cerveaux, qui est restée dans l'espace pendant un mois. La recherche visait à vérifier la réaction des organoïdes en micropesanteur, pour la recherche sur l'autisme, la maladie d'Alzheimer et d'autres troubles neurologiques,,,. Il a également envoyé la deuxième partie de cette recherche le 6 décembre 2020 vers l'ISS,.
Dans une étude publiée le 8 décembre 2020 dans la revue scientifique EMBO Molecular Medicine, Muotri et son équipe ont identifié deux médicaments candidats pour neutraliser les déficits causés par le manque du gène MECP2, responsable du syndrome de Rett, avec des tests de laboratoire effectués sur des mini-cerveaux humains à l'Université de Californie à San Diego (États-Unis). Deux médicaments ont été utilisés, qui peuvent désormais commencer les essais cliniques de phase trois (déjà approuvés en phases 1 et 2, prouvant qu'ils sont sûrs pour la consommation humaine). Les mini-cerveaux "traités" dans le laboratoire de Muotri ont commencé à se comporter comme s'ils ne souffraient pas du syndrome de Rett.
En 2023, son nom est mentionné pour une mission vers la Station spatiale internationale en novembre 2024 pour la recherche sur les organoïdes cérébraux,,. Il restera dans l'espace pendant environ 10 jours, et son expédition sera financée par l'Université de Californie.

## Controverses
Muotri est devenu, dans certains contextes, une figure controversée dans le domaine de l'autisme. Certains militants autistes du Mouvement pour les droits des personnes autistes ne sont pas d'accord avec ses déclarations sur la guérison de l'autisme et sa manière d'aborder le trouble dans ses déclarations publiques. Pour sa part, Alysson a écrit pour G1 en 2013 que "il n'y a pas de réponse claire à l'autisme" en ce qui concerne les positions divergentes des personnes autistes, et plus tard, il a affirmé que "ce ne sont pas ces critiques qui me paient mon salaire. Ceux qui le font pensent exactement le contraire."